# Адолф Бланки
Жером-Адолф Бланки (фр. Jérôme-Adolphe Blanqui; Ница, 21. новембар 1798 — Париз, 28. јануар 1854) је био француски економиста, новинар и путописац.
Жером-Адолф је син члана Конвента Жана Доминика Бланкија и брат познатог француског политичара Луја Огиста Бланкија. Студирао је на локалном лицеју, а у Паризу филологију и политичку економију. Године 1826. на препоруку познатог економисте Сеја позван је за предавача на Париској комерцијалној школи, а 1830. године постао је њеним директором. Много је учинио за просперитет школе.
Године 1833. Бланки је постао професором на занатско-уметничком конзерваторију (Conservatoire des arts et m é tiers), a 1838. изабран је за члана Академије моралних и политичких наука. Академија га шаље на Корзику и у Алжир ради проучавања становништва тих земаља. Дао је одличан опис тих земаља, а путовао је и по другим земљама Европе, те је објављивао резултате својих путовања у више дела. Пропутовао је међу осталим земљама и европски део Турске царевине, те је дао изванредан опис аутономне Србије и неослобођених српских крајева — Voyage en Bulgarie pendant l'année 1841 (1841). На српски језик је преведено његово дело Considérations sur l'état social des populations de la Turquie d'Europe — Известие о стању народа у европској Турској (Нови Сад 1850). Бланки је преминуо 28. јануара 1854. године у Паризу.
Бланки је написао прво научно дело о историји економских доктрина (Histoire de l'économie politique en Europe, Париз 1838). Био је веран Сејев ученик, али касније је пристао уз сен-симонисте.